# Coulombs (Calvados)
Coulombs – miejscowość i dawna gmina we Francji, w regionie Normandia, w departamencie Calvados. W 2013 roku liczba ludności wynosiła 419 mieszkańców. 
W dniu 1 stycznia 2017 roku z połączenia czterech ówczesnych gmin – Coulombs, Cully, Martragny oraz Rucqueville – utworzono nową gminę Moulins-en-Bessin. Siedzibą gminy została miejscowość Martragny. 